# Jordi Bertomeu i Farnós
Jordi Bertomeu i Farnós (Tortosa, 1968) és un capellà tortosí nomenat Prelat d'Honor de Sa Santedat a raó del seu paper en la persecució de la pedofília a l'església catòlica pel papa Francesc.
Estudia Dret a la Universitat de Barcelona i després obté el batxillerat en teologia. El 1995 és ordenat Prevere. Estudia a la Universitat Gregoriana de Roma i es doctora en dret canònic. Des del 2002 és Vicari judicial de la diòcesi de Tortosa. El 2012 és nomenat oficial de Disciplina de la Congregació per a la Doctrina de la Fe.
Ha publicat un llibre titulat "La participació dels laics en l'exercici de la cúria pastoral parroquial - Expressió d'un nou ministeri de l'església?" en castellà. Es tracta d'un estudi exegètic de l'apartat 517 §2 del codi de dret canònic. Participa, també, amb un capítol al llibre "Nous reptes del dret canònic als cent anys de la primera codificació (1917-2017)" del Cardenal Sistach.
L'abril del 2025 és nomenat comissari apostòlic per a gestionar la supressió de la societat Sodalicio de Vida Cristiana (SCV), la qual ha estat immersa en nombroses irregularitats que ell mateix ha investigat des del juliol de 2023 seguint ordres del Papa Francesc.